# Stretto di Carquinez

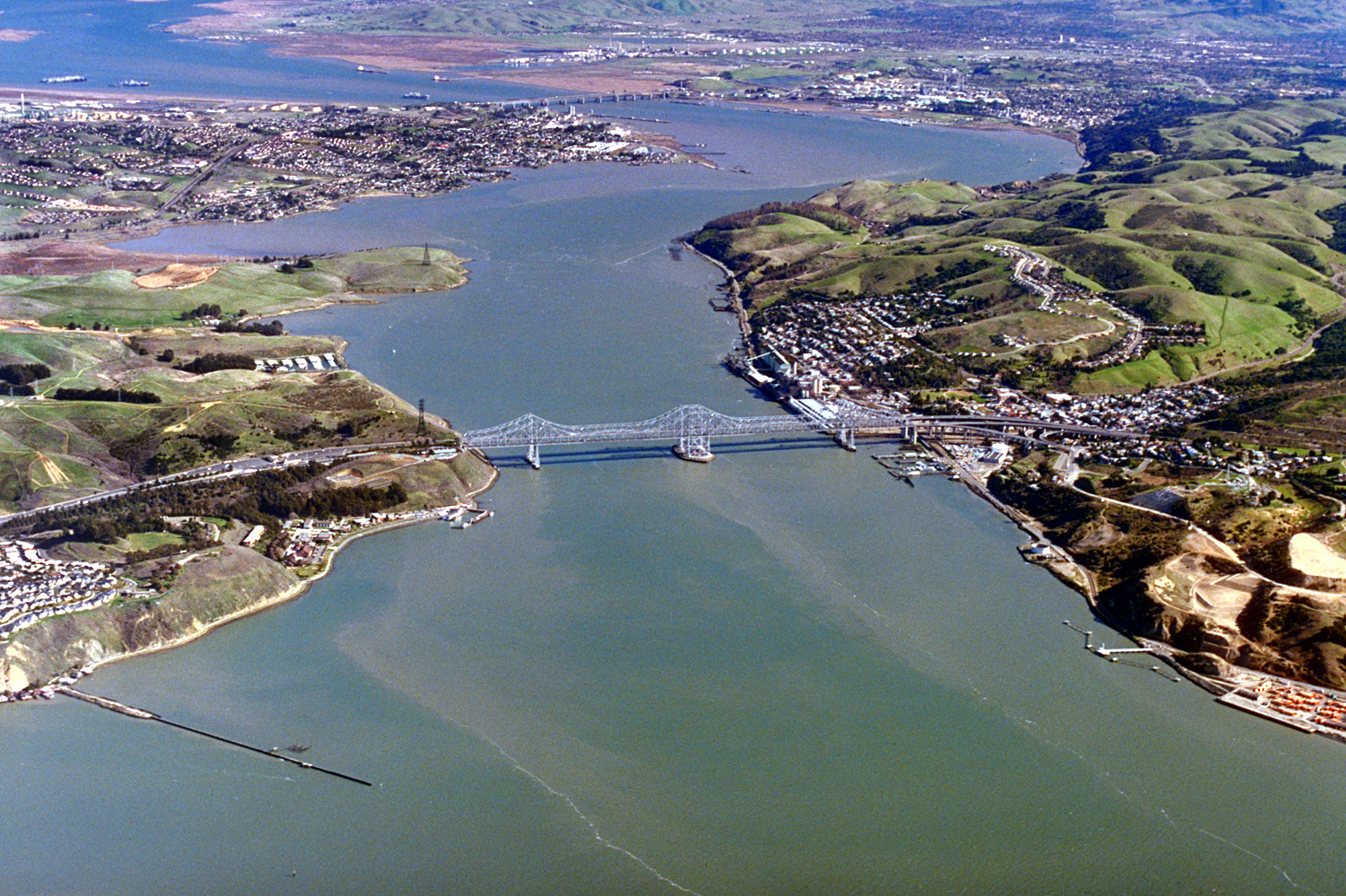
Vista aerea dello stretto di Carquinez in direzione est, con in primo piano il ponte Carquinez e sullo sfondo il ponte Benicia-Martinez.

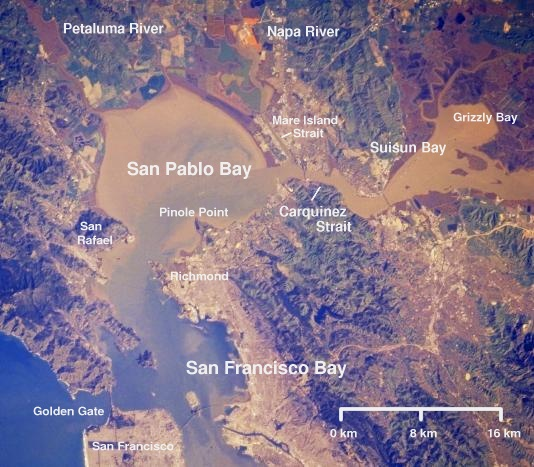
Lo stretto di Carquinez.

Lo stretto di Carquinez (Carquinez Strait) è un piccolo stretto situato all'interno della vasta e articolata baia di San Francisco, posta nella parte settentrionale della California, nella costa occidentale degli Stati Uniti d'America. 
Lo stretto è situato sull'estuario dei fiumi Sacramento e San Joaquin e collega la baia di Suisun, che riceve le acque di entrambi i fiumi, con la baia di San Pablo, che è un'estensione settentrionale della baia di San Francisco.

## Caratteristiche
Lo stretto forma parte del confine tra la Contea di Solano a nord e la Contea di Contra Costa a sud ed è localizzato circa 25 km a nord di Oakland. Le città di Benicia e Vallejo si trovano sulla parte settentrionale dello stretto, mentre Martinez, Port Costa e Crockett sono posizionate sulla costa meridionale.
Il fiume Napa entra nello stretto attraverso la piccola fenditura della penisola di Mare Island, in prossimità dell'entrata nella baia di San Pablo.

## Etimologia
Lo stretto deriva il suo nome dalla lingua Karkin, ("los Carquines" in Spagnolo), una divisione linguistica delle tribù di nativi americani degli Ohlone che erano insediati su entrambe le sponde dello stretto.